# 古都保存協力税
古都保存協力税（ことほぞんきょうりょくぜい）は、京都市で実施されていた法定外普通税である。古都税とも呼ばれる。

## 概要
古都保存協力税は、京都市が1985年（昭和60年）から1988年（昭和63年）の間、市内文化財の保存整備推進のために徴収していた法定外普通税である。古都保存協力税は市内40寺社の文化財の鑑賞に対しその鑑賞者に課税され、鑑賞者1人1回につき50円が文化財を鑑賞に供する寺社を通じて徴収された。根拠となる条例は京都市古都保存協力税条例である。
1982年（昭和57年）の構想打ち出し以降京都市と市内寺社は対立し、有名寺院等による拝観停止や、条例の施行差し止め等を市に求める裁判等の反対運動が行われた。その結果、わずか3年で古都保存協力税は廃止された。
一連の対立は「古都税騒動」とも呼ばれ、日本国外の英語圏内ではでは「テンプル・ストライキ」とも報道された。
その後平成時代には古都保存協力税の話題はなかったものの、令和時代に入って以降はオーバーツーリズム対策（参拝者による神社・仏閣・寺院の混雑緩和目的での施設への流入抑制など）などの観点から、この古都保存協力税の再開をすべきとの意見が出され、2024年京都市長選挙でも一部の候補者が古都保存協力税の復活構想を掲げていた。

## 地方税制について
税目が成立した場合、担税者が租税を負担することにより、地方自治体に税収が生じる。自治体の行政サービスを享受することにより、住民は負担した租税の還元を受ける。
この流れをつくる地方税制は、一定の形式によらなければ成立しない。一定の形式とは租税の徴収時期、徴収対象、徴収方法、徴収金額などを法律で定めておくというものである。納税者に租税を理解してもらい不満を和らげるには必要な形式である。同時に租税の趣旨から行政が一律に納税者より徴税する形式が実情にそぐわない場合もある。このため租税法は特例措置や時限立法を設けている。
例えば、公益法人たる学校法人や宗教法人の礼拝施設として、不動産が利用されている場合には、固定資産税は課されない。古都税を制定した京都市も学園都市であり、多くの神社仏閣を市内に抱える観光都市でもある。したがって、上記の団体から固定資産税による税収はない。
また、時限立法とは税制の見直しをするために期限を設け、以後廃止すべきか継続すべきかを判断させるものであり、ある程度は弾力的な運用が求められる。それでも租税の根拠となる法令が成立すると、行政は大きな権能を持つため、立法には成立までの十分な見立てが必要となる。

## 古都税とは
都道府県や市区町村は、公共サービスへの対価として住民から税金を徴収する。「地方税法」は、地方自治体が住民から徴収できる租税のかたち（税目）を定めているが、同法は自治体が独自の税目を創設できる旨も規定している。古都税は京都市が作った条例に基づく。
1956年（昭和31年）、京都市で文化観光税（正式には文化観光施設税。通称は文観税）が実施された。岡崎の京都会館は、この文観税の賜物である。7.5年の時限立法であったため、1964年（昭和49年）に、京都市は再び同様の条例を5年の時限立法で創設した。この際に、条例反対の意見があったため、当時の高山義三市長は「今後同種の税を新設や延長することはない」という『覚書』を、反対する寺社と交わしている。
古都税を創設した1985年（昭和60年）、当時の京都市長であった今川正彦は、同税は住民に対する税金ではなく、京都市内の寺社建物へ支払う拝観料へ課税し、文化財を保護する市への協力を拝観者へ依頼するものと、京都市会へ説明している。実施してから向こう10年間、対象寺社の拝観者は窓口で大人50円、小人30円を拝観料に上乗せして支払う。対象寺社は特別徴収義務者として、京都市へ納める特別徴収である。
これに対して、自治体の財政収入を「市外からの来訪者」へ負担してもらうのは「応益の原則」に反しているのではないかとの意見もあった。拝観は宗教行為であるとする観点から、拝観料への課税は信教の自由を保障した日本国憲法に違反するのではないかとする意見もあった。今川市長が古都税を入れた動機には、かつて京都市が古都税以前にも同様の観光税を実施していた例があるとされる。
古都税の創設時の対象寺社は、以下の通りである（条例のままに朝日新聞がつけた番号を附す）。
1. 青蓮院
2. 知恩院
3. 清水寺
4. 妙法院
5. 泉涌寺
6. 東福寺
7. 三千院
8. 寂光院
9. 曼殊院
10. 詩仙堂
11. 慈照寺
12. 禅林寺
13. 蓮華寺
14. 南禅寺
15. 金地院
16. 天竜寺
17. 常寂光寺
18. 二尊院
19. 大覚寺
20. 広隆寺
21. 高山寺
22. 竜安寺
23. 鹿苑寺
24. 随心院
25. 勧修寺
26. 教王護国寺
27. 醍醐寺
28. 仁和寺
29. 念仏寺
30. 神護寺
31. 退蔵院
32. 大仙院
33. 瑞峯院
34. 高桐院
35. 龍源院
36. 芳春院
37. 平安神宮
38. 城南宮
39. 二条城
40. 無鄰菴

## 古都税に関連する京都市政年表
- 1950年2月8日 - 京都市長選挙、高山義三当選、革新市政成立（やがて保守系へ転向、蜷川府政と対立）。
- 1950年4月20日 - 京都府知事選挙、蜷川虎三当選、革新府政成立。
- 1956年10月1日 - 京都市文化観光施設税創設実施。
- 1964年9月1日 - 京都市文化保存特別税制定。
- 1966年2月5日 - 自由民主党推薦の元参議院議員井上清一が京都市長に就任。
- 1967年2月28日 - 井上の急死に伴い、行われた市長選で当選した日本社会党・日本共産党推薦の富井清が就任。革新市政復活。
- 1971年2月26日 - 日本社会党・日本共産党の推薦を受けた前助役の舩橋求己が市長に就任。経団連会長土光敏夫の甥。2期目からは自民党、民社党からも支援を受けた。
- 1978年4月16日 - 蜷川の引退に伴い、行われた府知事選で当選した自民党の林田悠紀夫が京都府知事に（1986年4月15日まで2期務める）。元軍人で、戦後は農林官僚から参院議員、神社本庁理事。
- 1981年8月30日 - 新自由クラブ以外の推薦、支持を受けた前助役の今川正彦が京都市長に就任。戦前は内務省勤務。戦後は建設省などを経て、京都市役所へ。

古都税の施行は古都税騒動と呼ばれる政治事件を起こした(経緯を参照)。1988年3月31日京都市は古都保存協力税を廃止した。

## 古都税騒動の経緯
- 1982年3月 - 京都市財務消防委員会で、公明党の提案により文化観光税の復活が議論された[5]。この年の夏、市長は再び文観税を創設する声明を出した[5]。
- 1983年1月 - 臨時市議会にて、共産党が審議継続を求めるが古都税条例が可決された。
- 1983年2月 - 京都市仏教会は、条例の無効確認を求めた訴えを京都地方裁判所へ起こした。
- 1984年7月 - 京都市は、自治大臣へ古都税創設の申請を自治省に提出した[6]。
- 1985年1月 - 京都市仏教会は、京都市が古都税を施行した場合に24の寺社が拝観停止に踏み切ると宣言した[7]。3月度の定例市議会で古都税の初年度収入を含んだ昭和60年度一般会計予算案が可決された。
- 1985年4月 - 自治大臣は古都税創設を認可[8]。但、施行は予定の4月より2か月ずらさせる[8]。京都市仏教会と京都府仏教会により、京都仏教会が設立される[8]。
- 1985年7月10日 - 古都税条例が施行される[9]。京都仏教会に加盟する寺院の一部は、拝観停止を実行した[9]（第一次拝観停止開始）。海外でもテンプル・ストライキと報道された。
- 1985年8月8日 - 「古都税あっせん会議」(奥田東議長)による仲裁を、京都仏教会と京都市は承諾（8.8和解）。翌日に拝観停止は解除された[10]。和解案は非公開とされた[10]。
- 1985年8月10日 - 京都市長選挙告示日。今川市長は市長選へ出馬、再選を果たす[11]。
- 1985年11月11日 - 「古都税あっせん会議」は、最終和解案を京都仏教会と京都市へ提示したが、京都仏教会は8.8和解の和解内容と異なると反発した[11]。
- 1985年12月 - 京都仏教会に加盟する寺院の一部は、拝観停止を実行した（第二次拝観停止開始）[12]。京都仏教会側は「三協西山」社長の西山正彦を、交渉の窓口とした。西山と若手の実務派僧侶「四人組」、すなわち鵜飼泉道（極楽寺）、安井攸爾（蓮華寺）、佐分宗順（相国寺）、大西真興（清水寺）による闘争路線は仏教会内部に亀裂を生んだ。
- 1986年3月31日 - 3か月後に和解できなければ拝観停止を再開するとして拝観停止は解除された。
- 1986年7月1日 - 京都仏教会に加盟する寺院の一部は、拝観停止を実行した[12]（第三次拝観停止開始）。
- 1987年1月 - 西山正彦と今川正彦の和解交渉の会話を録音したカセットテープが寺側から公表された[13]。録音内容に、1985年の選挙についての会話があった。
- 1987年3月24日 - 京都地方検察庁は、市長が古都税の和解について交渉した過程において「利益誘導にあたる事実はない」として、不起訴の決定を下した。
- 1987年5月 - 京都仏教会は拝観停止を解除した[14]。
- 1987年9月12日 - 京都仏教会より分離した京都府仏教連合会が発足した。
- 1988年3月31日 - 京都市は古都保存協力税を廃止した[14]。